# Comté de Saint Johns
Le comté de Saint Johns (St. Johns County) est un comté situé dans l'État de Floride, aux États-Unis. Sa population était estimée en 2020 à 273 425 habitants. Son siège est Saint Augustine. Le comté a été fondé en 1821 et doit son nom à Jean le Baptiste, saint chrétien. C'est un des deux premiers comtés de la Floride avec le comté d'Escambia.

## Géolocalisation
|                 | Comté de Duval       |  |
| Comté de Clay   | Comté de Saint Johns |  |
| Comté de Putnam | Comté de Flagler     |  |

## Principales villes
- Hastings
- Marineland
- Saint Augustine
- Saint Augustine Beach

## Démographie
| Groupe                           | Comté de Saint Johns | Floride | États-Unis |
| -------------------------------- | -------------------- | ------- | ---------- |
| Blancs                           | 89,4                 | 75,0    | 72,4       |
| Afro-Américains                  | 5,6                  | 16,0    | 12,6       |
| Asiatiques                       | 2,1                  | 2,4     | 4,8        |
| Métis                            | 1,8                  | 2,5     | 2,9        |
| Autres                           | 0,9                  | 3,7     | 6,4        |
| Amérindiens                      | 0,3                  | 0,4     | 0,9        |
| Total                            | 100                  | 100     | 100        |
|                                  |                      |         |            |
| Hispaniques et Latino-Américains | 5,3                  | 22,5    | 16,7       |

| 1830  | 1840  | 1850  | 1860  | 1870  | 1880  |
| ----- | ----- | ----- | ----- | ----- | ----- |
| 2 583 | 2 694 | 2 525 | 3 038 | 2 618 | 4 535 |

| 1890  | 1900  | 1910   | 1920   | 1930   | 1940   |
| ----- | ----- | ------ | ------ | ------ | ------ |
| 8 712 | 9 165 | 13 208 | 13 061 | 18 676 | 20 012 |

| 1950   | 1960   | 1970   | 1980   | 1990   | 2000    |
| ------ | ------ | ------ | ------ | ------ | ------- |
| 24 998 | 30 034 | 30 727 | 51 303 | 83 829 | 123 135 |

| 2010    | 2020    | - | - | - | - |
| ------- | ------- | - | - | - | - |
| 190 039 | 273 425 | - | - | - | - |